# 卡佐
卡佐（法語：Cazaux，法語發音：[kazo]）是法国阿列日省的一个市镇，位于该省中北部，属于帕米耶区。

## 地理
卡佐（43°3'9"N, 1°30'35"E）面积7.37 平方千米，位于法国奧克西塔尼大區阿列日省，该省份为法国西南部内陆省份，西部和北部与上加龙省接壤，东临奥德省，东南至东比利牛斯省接壤，南与安道尔和西班牙接壤。
与卡佐接壤的市镇（或旧市镇、城区）包括：艾格然特、阿尔蒂、博卢、卢邦斯、蒙泰居普朗托雷勒、圣维克托-鲁佐。

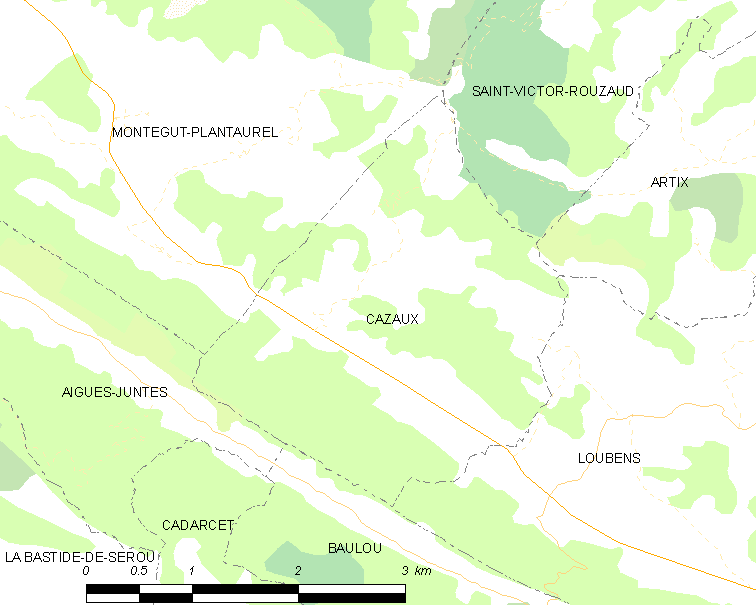
卡佐的OSM定位图

卡佐的时区为UTC+01:00、UTC+02:00（夏令时）。

## 行政
卡佐的邮政编码为09120，INSEE市镇编码为09090。

## 政治
卡佐所属的省级选区为阿列日河谷县。

## 人口

1962-2008年间卡佐人口变化图示

卡佐于2022年1月1日时的人口数量为45人。